# Mervyn Crossman
Mervyn Richard Crossman (* 7. April 1935 in Home Hill, Queensland; † 20. Juni 2017) war ein australischer Hockeyspieler. Er gewann mit der australischen Nationalmannschaft eine olympische Bronzemedaille.

## Sportliche Karriere
Mervyn Crossman wuchs in Townsville auf und begann 1947 mit dem Hockeysport. Zuerst war er Torhüter, als Erwachsener spielte er auf der Verteidigerposition und war Strafecken-Spezialist. 1956 spielte er für die Queensland Colts, von 1957 bis 1968 war er dann bei den Queensland Seniors.
Von 1960 bis 1965 wirkte er in 32 Spielen der Nationalmannschaft mit, in denen er insgesamt acht Tore erzielte. Neun Länderspiele bestritt er bei den Olympischen Spielen 1960 in Rom und schoss dabei fünf Tore. Die australische Mannschaft wurde in ihrer Vorrundengruppe Zweite hinter der Mannschaft Pakistans, nachdem sie das Entscheidungsspiel gegen Polen gewonnen hatte. Nach einer Viertelfinalniederlage gegen die indische Mannschaft benötigten die Australier gegen Kenia und gegen Neuseeland jeweils zwei Spiele, bis die endgültigen Platzierungen feststanden, die Australier wurden Sechste hinter Neuseeland.
Vier Jahre später bei den Olympischen Spielen 1964 in Tokio gewannen die Australier in der Vorrunde vier Spiele und unterlagen den Mannschaften aus Kenia und Pakistan. Als Gruppenzweite trafen sie im Halbfinale auf den Gruppensieger der anderen Vorrundengruppe und verloren mit 1:3 gegen die indische Mannschaft. Im Spiel um Bronze bezwangen die Australier die Spanier mit 3:2. Crossman war in fünf Spielen der Vorrunde dabei und erzielte keinen Treffer.
Im Hauptberuf Angestellter im Büro und im Verkauf blieb Crossman seinem Hockeysport im Ehrenamt verbunden und gehörte von 1969 bis 1987 zum Stab der Queensland Seniors.